# Inter de Milheirós Futebol Clube
O Inter de Milheirós Futebol Clube é um clube português localizado na freguesia de Milheirós, concelho da Maia, distrito do Porto. O clube foi fundado em 5 de Dezembro de 1975 e o seu atual presidente é Hugo Marinho. Os seus jogos em casa são disputados no Campo de Jogos de Milheirós.
A equipa de futebol sénior participa na Divisão de Honra da Associação de Futebol do Porto.